# Mesochorus magnicrus
Mesochorus magnicrus là một loài tò vò trong họ Ichneumonidae.